# Bruce Massey
Bruce Massey Jr. (Germantown (Maryland), 2 de septiembre de 1990) es un baloncestista estadounidense que pertenece a la plantilla del Al Ahli Doha de la máxima categoría del baloncesto profesional de Catar. Con 1,91 metros de estatura, juega en la posición de alero.

## Trayectoria deportiva
Es un alero formado a caballo entre Dodge City Community College en el que jugó desde 2009 a 2011, hasta que en 2011 ingresó en la Universidad Estatal de Tennessee Medio, para jugar durante dos temporadas en los Middle Tennessee State Blue Raiders.
Se presentó al Draft de la NBA Development League de 2013, donde terminó siendo elegido por Springfield Armor. Disputó 36 partidos de la temporada 2013-14 de la NBA Development League, promediando 5,1 puntos. 
Posteriormente actuó en la American Professional Basketball League con los Rockville Victors y la Midwest Professional Basketball Association con los St. Louis RiverSharks, antes de retornar a la NBA Development League como jugador del Grand Rapids Drive en el final de la temporada 2015-16 de la NBA Development League. Renovó su contrato en la siguiente temporada, pero en diciembre fue cedido a los Erie BayHawks, donde sólo jugó 2 partidos. En febrero retornó al Grand Rapids Drive, donde permaneció hasta la apertura de la siguiente temporada.
Dejando atrás su experiencia en la NBA G League, en diciembre de 2017 se unió a los Cape Breton Highlanders para disputar la Liga Nacional de Baloncesto de Canadá, donde se convirtió en un jugador destacado. Tras culminar la primera temporada con el equipo, promedió de 21,87 puntos. 
Durante el receso se marchó a México para disputar la temporada 2018 del Circuito de Baloncesto de la Costa del Pacífico (CIBACOPA) con los Caballeros de Culiacán, en el que disputa 36 partidos promediando 17,53 puntos por encuentro.
Regresó a los Cape Breton Highlanders para jugar otra temporada, en la que terminó con un promedio de 23,44 puntos. Dejó el equipo para sumarse al BC Odessa de la Superliga de Ucrania, pero sólo jugó los últimos 4 partidos de la temporada regular 2018-19 y 3 partidos de playoffs ante el BC Dnipro Dnipropetrovsk. Regresó luego a Canadá para reincorporarse a los Cape Breton Highlanders y jugar los playoffs. Eliminados por los Halifax Hurricanes en abril, al mes siguiente se unió a los Saskatchewan Rattlers, equipo con el que se consagraría campeón de la temporada inaugural de la Canadian Elite Basketball League. 
En julio de 2019 acordó su retorno al BC Odessa. Esta vez jugaría 24 encuentros de la temporada 2019-20, promediando 24,59 puntos de media.
El 14 de julio de 2020, firma por el Kiev-Basket de la Superliga de Ucrania.
En octubre de 2022 fue contratado por el BCM U Pitești de Rumania.